# Dee Dee Bridgewater
Pour les articles homonymes, voir Bridgewater.
 (septembre 2019).
Si vous disposez d'ouvrages ou d'articles de référence ou si vous connaissez des sites web de qualité traitant du thème abordé ici, merci de compléter l'article en donnant les références utiles à sa vérifiabilité et en les liant à la section « Notes et références ».
Dee Dee Bridgewater, de son vrai nom Denise  Eileen Garrett , née le 27 mai 1950 à Memphis, Tennessee, est une chanteuse de jazz américaine. Ses parents, grands amateurs de cinéma et de théâtre français l'ont nommée Denise (surnom Dee Dee !) en hommage à Denise Gence qu'ils admiraient profondément. 

## Biographie

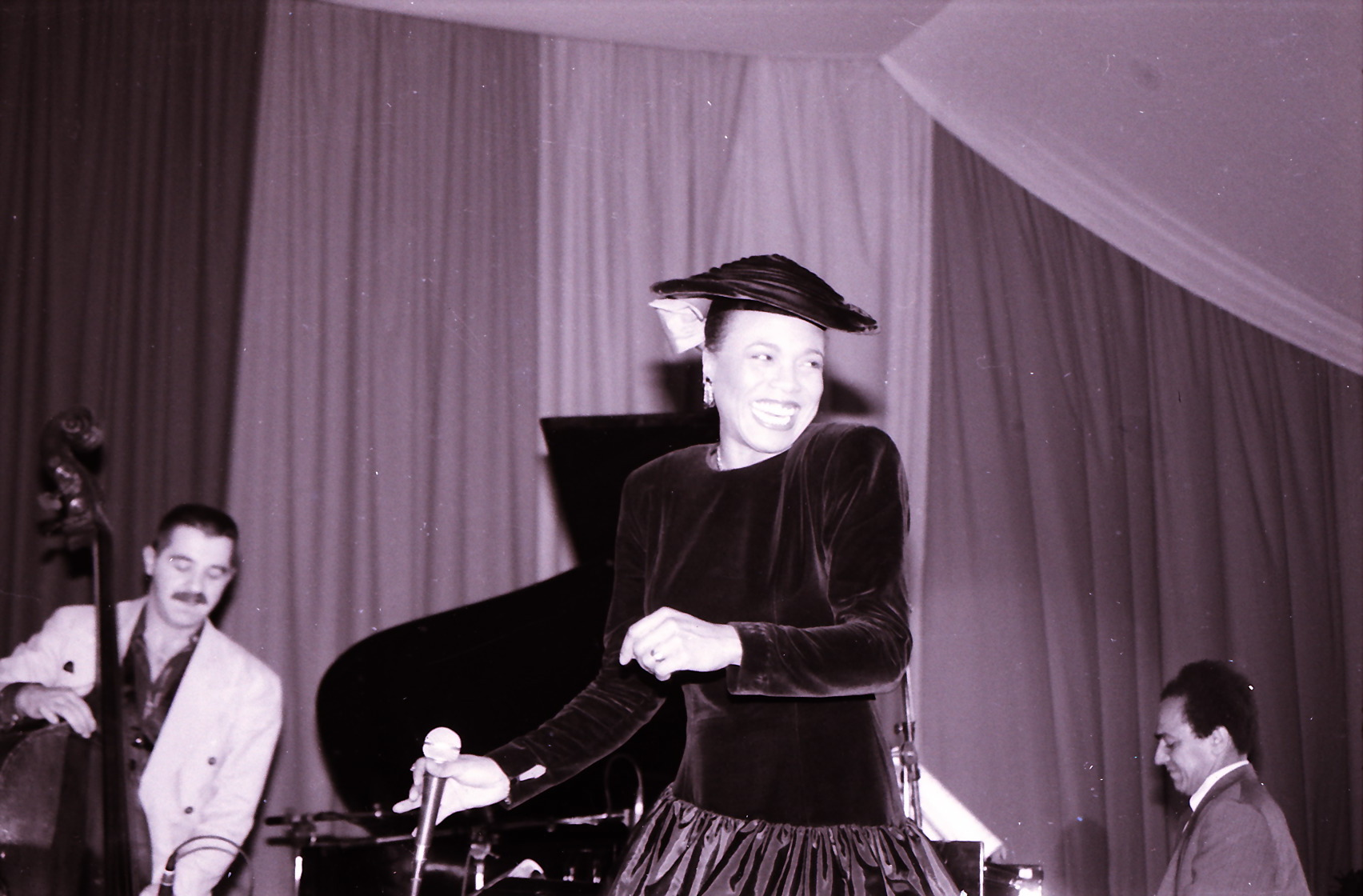
Dee Dee Bridgewater à Strasbourg.

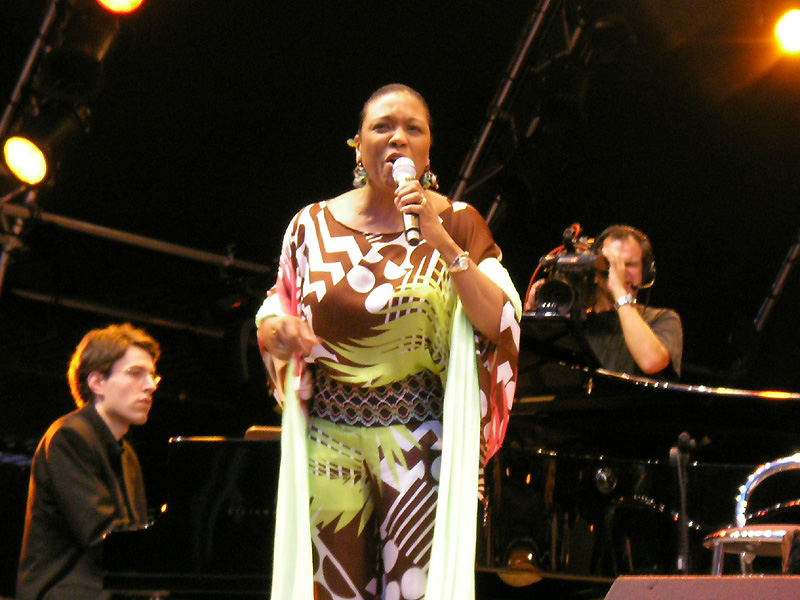
Dee Dee Bridgewater à Cologne en 2006.

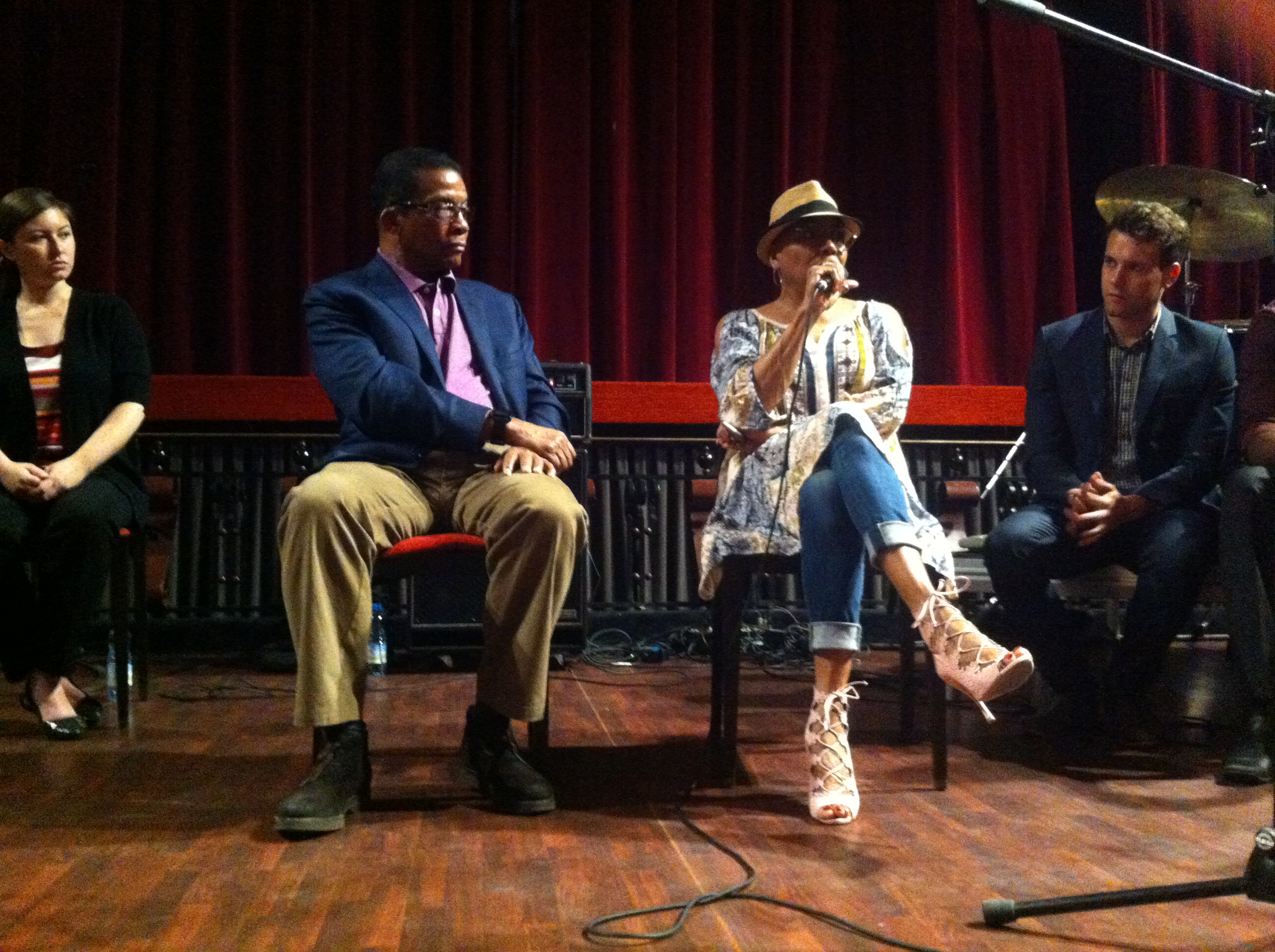
Herbie Hancock et Dee Dee Bridgewater à Rabat, Maroc.

Née à Memphis, elle grandit à Flint (Michigan). Son père, Matthew Garret, est trompettiste de jazz et enseigne au collège de Manassas. Denise est très tôt baignée par le jazz. À 16 ans, elle intègre un trio de rock et rhythm and blues qui donne des concerts dans le Michigan. À partir de 18 ans, elle étudie à l'université d'État du Michigan, puis à l'université de l'Illinois à Urbana-Champaign.
Elle donne de nombreux concerts avec son groupe de jazz, notamment en Union soviétique en 1969. L'année suivante, elle rencontre le trompettiste bugliste Cecil Bridgewater, puis ils se marient avant d'emménager à New York, où son mari joue dans le quintette d'Horace Silver.
En 1971, Dee Dee Bridgewater intègre l'orchestre de Thad Jones et Mel Lewis en tant que chanteuse. C'est alors que sa carrière débute réellement, et elle commence à chanter avec les plus grands jazzmen du moment, comme Sonny Rollins, Dizzy Gillespie, Dexter Gordon ou encore Max Roach.
En 1973, Dee Dee et Cecil Bridgewater enregistrent tous deux en sideman les compositions originales de Roy Ayers pour la bande son du film Coffy de Jack Hill.
L'artiste sort son premier album, Dee Dee Bridgewater en 1974, résolument orienté soul et funk. La même année, elle chante dans la comédie musicale The Wiz, à Broadway. En 1975, elle joue le rôle de la « bonne sorcière du nord » dans la comédie musicale Glinda the Good Witch, inspirée du Magicien d'Oz ; pour ce rôle, elle reçoit le prix de meilleure actrice du Tony Award. La comédie musicale remporte également le Grammy Award de la meilleure comédie musicale en 1976.
Après avoir joué en France la comédie musicale Sophisticated Ladies en 1984, elle s'installe à Paris en 1986, puis à Garges-lès-Gonesse (où elle vit de 1988 à 1993). La même année, on la voit jouer le rôle de Billie Holiday dans Lady Day, pour lequel elle est nommée au prix Laurence Olivier. En 1989, elle obtient un gros succès avec la chanson Precious Thing, chantée en duo avec Ray Charles.
Dès la fin des années 1980, elle retourne vers le jazz : elle donne notamment un concert au festival de jazz de Montreux en 1990 et interprète Carmen, lors de la création de la version jazz de l'opéra, au festival Jazz à Vienne en 1993.
En 1994, elle collabore enfin avec Horace Silver, qu'elle admire depuis longtemps, pour l'album Love and Peace : «A tribute to Horace Silver». En 1995, Jérôme Savary remonte Cabaret. Il l'invite à reprendre de rôle de Sally Bowles, qu'Ute Lemper avait tenu quelques années auparavant.
Elle rend hommage à Ella Fitzgerald en 1997 à travers l'album Dear Ella, pour lequel elle remporte le Grammy Award du meilleur album de jazz en 1998. La même année, son album Live at Yoshi's est également nommé pour le même prix.
Courant 2000, elle enregistre une collaboration avec le groupe Manau sur leur album Fest Noz de Paname.
En 2002, elle sort l'album This Is New, reprenant des chansons de Kurt Weill. En 2005, son album J'ai deux amours reprend de grands classiques français.
Le 5 août 2008 elle participe à l'événement annuel Jazz in Marciac (JIM) (où de nombreuses pointures du Jazz se retrouvent pour plus d'une semaine de concerts) et partage l'affiche ce soir-là avec le célèbre Omar Sosa. À cette occasion, son fils monte à ses côtés sur scène.
Dee Dee Bridgewater est la première Américaine à être membre du Haut Conseil de la francophonie. Elle est aujourd'hui chevalier de l'ordre national du Mérite, ainsi qu'officier de l'ordre des Arts et des Lettres.
Elle participe depuis 2019, au Woodshed Network, actions, soutien, mentorat, pour les femmes du jazz, grâce au partage des connaissances et à l'interaction avec la communauté, pour faire évoluer la culture et l'environnement pour entendre, célèbrer et soutenir équitablement les femmes artistes; et tourne en 2024 avec son quartet féminin avec Carmen Staaf (de), Rosa Brunello, et Evita Polidoro.

### Vie privée et engagement caritatif
Elle est la mère de trois enfants de trois unions différentes :
- Tulani Bridgewater, manageuse et vice-presidente de DDB Records. (dont le père est son premier mari, Cecil Bridgewater),
- China Moses, chanteuse de jazz et de R'n'B (dont le père est le réalisateur Gilbert Moses)
- Gabriel Durand (dont le père est son troisième mari, Jean-Marie Durand).

Le 16 octobre 1999, Dee Dee Bridgewater a été nommée ambassadrice de bonne volonté de l’Organisation des Nations unies pour l'alimentation et l'agriculture (FAO).

### Rôles de comédies musicales
- 1975 : The Wiz
- 1975 : Glinda the Good Witch : la bonne sorcière du nord
- 1984 : Sophisticated Ladies
- 1984 : Lady Day : Billie Holiday
- 1995: Cabaret : Sally Bowles
- 2014: Lady Day - Billie Holiday

Elle a également prêté sa voix à Molly dans le film Tous à l'Ouest, sorti en 2007.

### Récompenses professionnelles
- Officier de l’ordre national de la Légion d’Honneur (25 avril 2025, à bord du Porte-Hélicoptères Amphibie Mistral, en escale à la Nouvelle-Orléans)

 Chevalière de l'ordre national du Mérite
- Officière de l'ordre des Arts et des Lettres
- 1975 : Prix de meilleure actrice du Tony Award pour son rôle de « bonne sorcière du nord » dans Glinda the Good Witch.
- 1998 : Grammy Award du meilleur album de jazz pour l'album Dear Ella.
- 2017 : Coup de cœur Jazz et Blues 2017 de l'Académie Charles-Cros pour Memphis... Yes, I'am ready, proposé lors de l’émission Open Jazz d’Alex Dutilh sur France Musique[10]

## Discographie

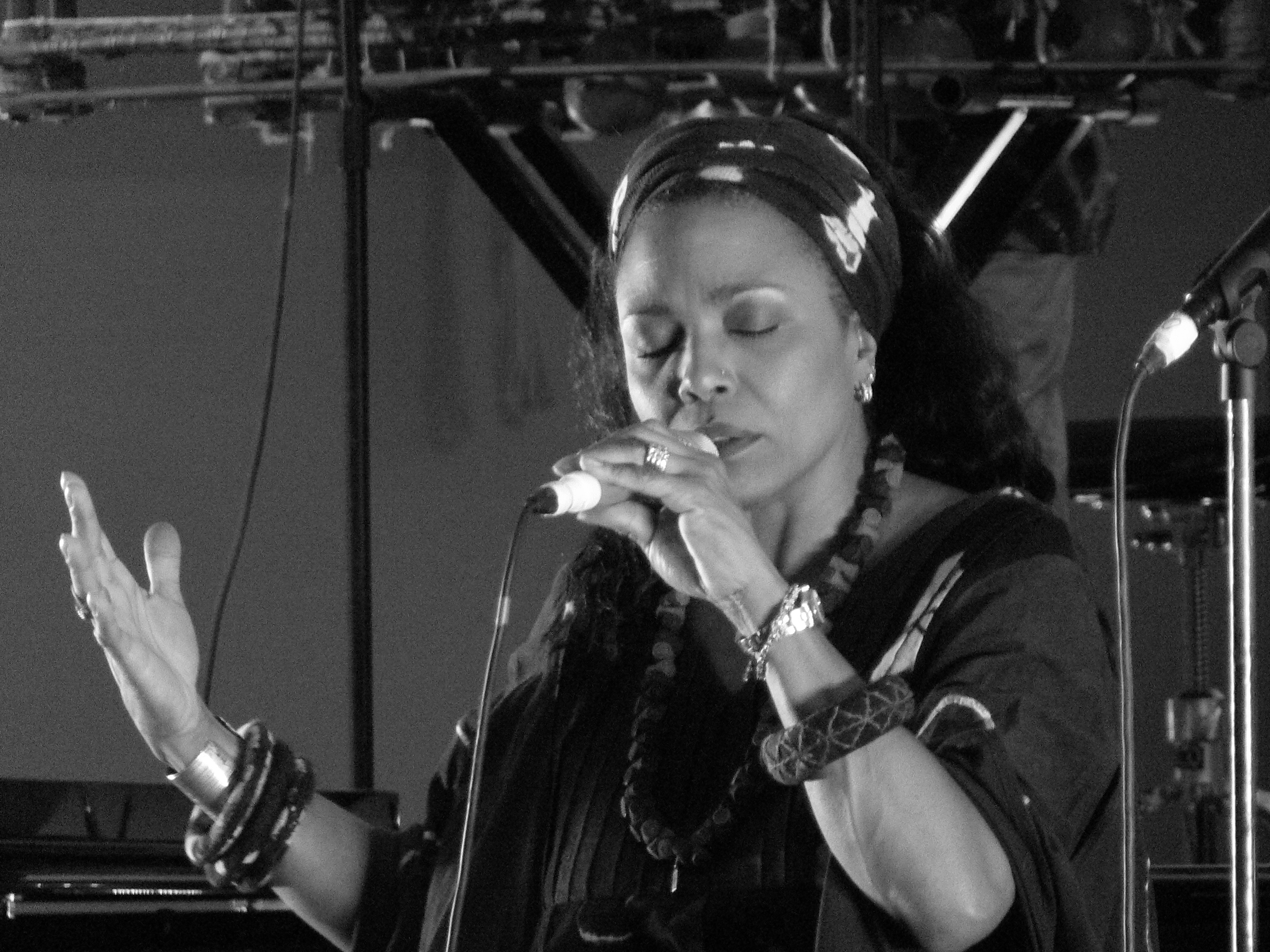
Dee Dee Bridgewater en concert en 2007.

Les producteurs avec lesquels elle a travaillé pour produire ou co-produire ses albums sont Stephen Y. Scheaffer, Jerry Wexler, Stanley Clarke, George Duke, Bobby Lyle, Larry Dunn, Thom Bell, Jean-Pierre Grosz, Jean-Marie Balzano, Marc Berthoumieux, Minino Garay, Cheick Tidiane Seck, etc.

### Albums
- 1974 : Afro Blue (Trio)
- 1976 : Dee Dee Bridgewater (Atlantic Records)
- 1978 : Just Family (Elektra Records)
- 1979 : Bad for Me (Elektra)
- 1980 : Dee Dee Bridgewater (Collectables)
- 1989 : Live in Paris (MCA)
- 1989 : Victim of Love (Charly)
- 1990 : In Montreux [live] (Verve Records)
- 1992 : Keeping Tradition, (Verve)
- 1995 : Love and Peace: A Tribute to Horace Silver (Verve)
- 1996 : Prelude to a Kiss: The Duke Ellington Album (Philips)
- 1997 : Dear Ella (Verve)
- 2000 : Live at Yoshi's (Verve)
- 2002 : This Is New (en) (Verve)
- 2005 : J'ai deux amours (DDB Music)
- 2007 : Red Earth (Universal/DDB Records/Emarcy)
- 2010 : Eleanora Fagan (1915-1959): To Billie With Love from Dee Dee Bridgewater (Universal Jazz/DDB Records)
- 2011 : Midnight Sun (Universal Jazz/DDB Records)
- 2015 : Dee Dee's feathers (Sony/Okeh)
- 2017 : Memphis... Yes I'm Ready (Okeh)

### Sidewoman
Pour Roy Ayers
- 1973 : Coffy (bande originale du film)[11] ∫ LP 33™ Polydor Records / Polydor PD 5048

Pour Un drame musical instantané
- 1994 : Prière de Sarajevo sur un poème d'Abdulah Sidran avec le Quatuor Balanescu ∫ CD Sarajevo Suite (L'Empreinte digitale ED13039)